# Paul Voss
Pour les articles homonymes, voir Voss (homonymie).
Paul Voss  né le 26 mars 1986 à Rostock, est un coureur cycliste allemand. Professionnel de 2006 à 2016, il a notamment remporté une étape du Tour de Catalogne 2010 et terminé vice-champion d'Europe sur route espoirs en 2008.

## Biographie
Paul Voss est sélectionné pour la course en ligne des championnats du monde 2015 de Richmond. Les chefs de file allemands sont André Greipel et John Degenkolb.
Lors du Tour de France 2016, il est le premier porteur du maillot à pois en obtenant 2 points durant la première étape. Il avait déjà porté le maillot vert de la montagne pendant la première semaine du Tour d'Italie 2010.
Après deux saisons au sein de l'équipe allemande Bora-Argon 18, il est laissé libre à l'issue de la saison 2016 et est contraint de mettre un terme à sa carrière.

## Palmarès sur route

### Par années
- 2002
  - 3e du championnat d'Allemagne sur route cadets
- 2008
  -  Médaillé d'argent du championnat d'Europe sur route espoirs
  - 2e du Grand Prix de Buchholz
  - 2e du Tour de Hollande-Septentrionale
- 2010
  - 1re étape du Tour de Catalogne (contre la montre)
- 2011
  - 1re étape du Tour de République tchèque (contre-la-montre par équipes)
  - Cinturó de l'Empordà :
    - Classement général
    - 1re étape

  - 3e du Tour du Gévaudan
- 2012
  - 2e du SEB Tartu GP[3]
- 2015
  - 1re étape du Tour du Trentin (contre-la-montre par équipes)
- 2016
  - Rad am Ring

### Résultats sur les grands tours

#### Tour d'Italie
1 participation
- 2010 : abandon (15e étape)

#### Tour d'Espagne
3 participations
- 2009 : 99e
- 2010 : 70e
- 2013 : 68e

#### Tour de France
3 participations
- 2014 : 50e
- 2015 : 99e
- 2016 : 101e

### Classements mondiaux
| Année                                 | 2010 | 2011 | 2012 | 2013 | 2014 | 2015  | 2016 |
| ------------------------------------- | ---- | ---- | ---- | ---- | ---- | ----- | ---- |
| UCI ProTour                           | 163e |      |      |      |      |       |      |
| Calendrier mondial                    | 163e |      |      |      |      |       |      |
| Classement mondial                    |      |      |      |      |      |       | 280e |
| UCI Europe Tour                       |      | 179e | 110e | 422e | 367e | 1056e | 192e |
| UCI Asia Tour                         |      | nc   | nc   | 313e | nc   | nc    | nc   |
| UCI America Tour                      |      | 382e | nc   | nc   | nc   | 278e  | nc   |
|                                       |      |      |      |      |      |       |      |
| Légende : nc = non classéSource : UCI |      |      |      |      |      |       |      |

## Palmarès en cyclo-cross
- 2004-2005
  - 2e du championnat d'Allemagne de cyclo-cross espoirs
- 2008-2009
  - 3e du championnat d'Allemagne de cyclo-cross
- 2009-2010
  - 3e du championnat d'Allemagne de cyclo-cross

## Palmarès en gravel
- 2023
  -  Médaillé de bronze du championnat d'Europe de gravel